# Abraxas subviolacea
Abraxas subviolacea là một loài bướm đêm trong họ Geometridae.